# Bruška
Bruška je selo u Bukovici. Upravno pripada gradu Benkovcu. 

## Zemljopisni položaj
Smještena je pod brdom Kunovcem, oko 10 km sjeveroistočno od Benkovca. Selo je podijeljeno na obiteljske zaseoke Gornje i Donje Bruške Marinović, Zrilić i Čačić.
Selo Bruška je uz druga naselja Bukovice Medviđa, Bjelina, Zelengrad i Nunić primjer netaknute prirode rijetko naseljenog i očuvanog krajolika. Rijetko stanovništvo uglavnom se bavi poljoprivredom i stočarstvom. U mjestu se nalazi crkvica sv. Nikole.
U blizini sela postavljene su vjetroelektrane.

## Stanovništvo
| broj stanovnika | 267   | 299   | 316   | 369   | 385   | 484   | 389   | 533   | 437   | 497   | 513   | 476   | 412   | 373   | 167   | 113   | 105   |
|                 | 1857. | 1869. | 1880. | 1890. | 1900. | 1910. | 1921. | 1931. | 1948. | 1953. | 1961. | 1971. | 1981. | 1991. | 2001. | 2011. | 2021. |

## Poznate osobe
- Nojko Marinović, general HV i zapovjednik obrane Dubrovnika tijekom opsade Grada.[4]
- Stipe Zrilić, župan Zadarske županije